# Dast-Magazine
Dast-Magazine (ibland skrivet DAST-magazine) är en svensk tidskrift om deckare, agentromaner, science fiction, thrillers och annan så kallade populärkulturell litteratur. Den grundades 1968 och ges sedan 2007 ut som nättidskrift. Tidningens titelinitialer ska uttydas Deckare, Agent, Science fiction och Thrillers.

## Historik
Tidskriften grundades 1968, som en tidskrift i stencilerad häftesform, av Iwan Morelius (då Hedman). Efter Morelius tog deckarförfattaren Kjell E. Genberg 1994 över tidskriften, som dess ansvariga utgivare och redaktör. Åren 1999–2003 var Bertil Falk redaktör.
Tidskriften lades ner som papperstidskrift 2007 och utges efter det som nättidskrift, fortfarande med kvartalsmässig periodicitet.
Enligt egen utsago är man världens äldsta (nu kvarvarande) deckartidskrift. Sedan några år tillbaka skriver man inte bara om deckare utan även om "underhållningslitteratur" i stort.